# Богомольця, 7/14
Будинок № 7/14 (будинок співробітників НКВС УРСР) — житловий будинок, розташований на вулиці Академіка Богомольця з поворотом на вулицю Пилипа Орлика.
Наказом Міністерства культури і туризму України № 747/0/16-06 від 7 вересня 2006 року внесений до обліку пам'яток містобудування й архітектури.

## Будівництво і використання будівлі

«Емка» співробітників НКВС перед курдонером будинку № 7/14

Після перенесення в 1934 році столиці України з Харкова до Києва перевели установи й організації республіканського рівня. У столиці збільшився і штат НКВС. Відтак виникла потреба в забезпеченні співробітників каральних органів житлом. Тоді ж розпочалося зведення будинку за проєктом архітектора Георгія Любченка.
Будівництво не обійшлося без жертв. Коли копали траншеї під фундамент, провалилася земля і загинув будівельник.

## Архітектура
Чотириповерхова, цегляна будівля на високому цоколі свого часу була найдовшою в Києві. Будинок завдовжки 430 метрів мав 17 секцій, 21 під'їзд і всього 177 квартир.
Монотонність й одноманітність сірого будинку проявляється у застосуванні стандартних планувальних і композиційних елементів, властивих конструктивізмові. Різноманітності додає великий курдонер. По його осі розташований тридільний прохід на подвір'я з аркою посередині. Принцип центрально-осьової симетрії вирішується збільшенням висоти будівлі до п'яти та шести поверхів у просторових композиційних вузлах. У наріжній частині на вулиці Пилипа Орлика протидіють горизонтальний і вертикальний ритми членування. На повороті вулиці Богомольця лівий фланг акцентується п'ятиповерховим наріжжям із заокругленим еркером і чотирма колонами на першому поверсі.
Пластику фасадів формують лоджії, балкони та еркери.

## Критика
Водночас лунає критика щодо доцільності внесення будинку НКВС до державного реєстру пам'яток архітектури.
Противники переконують, що подібні будівлі, які не мають ані історичної, ані архітектурної цінності, були зведені в радянську добу і перебудовані наприкінці XX сторіччя із цілковитою втратою автентичності. Статусом пам'ятки опосередковано звеличуються і співробітники органів масового терору, які безпосередньо причетні до знищення української інтелігенції, організації Голодомору в України і придушення національного руху. Наприклад, депутат Київської міської ради Юрій Сиротюк закликав керівництво Міністерства культури України і КМДА переглянути реєстр і вилучити об'єкти, що не мають впливу на розвиток культури, архітектури, містобудування чи мистецтва столиці.